# Michael A. Roth

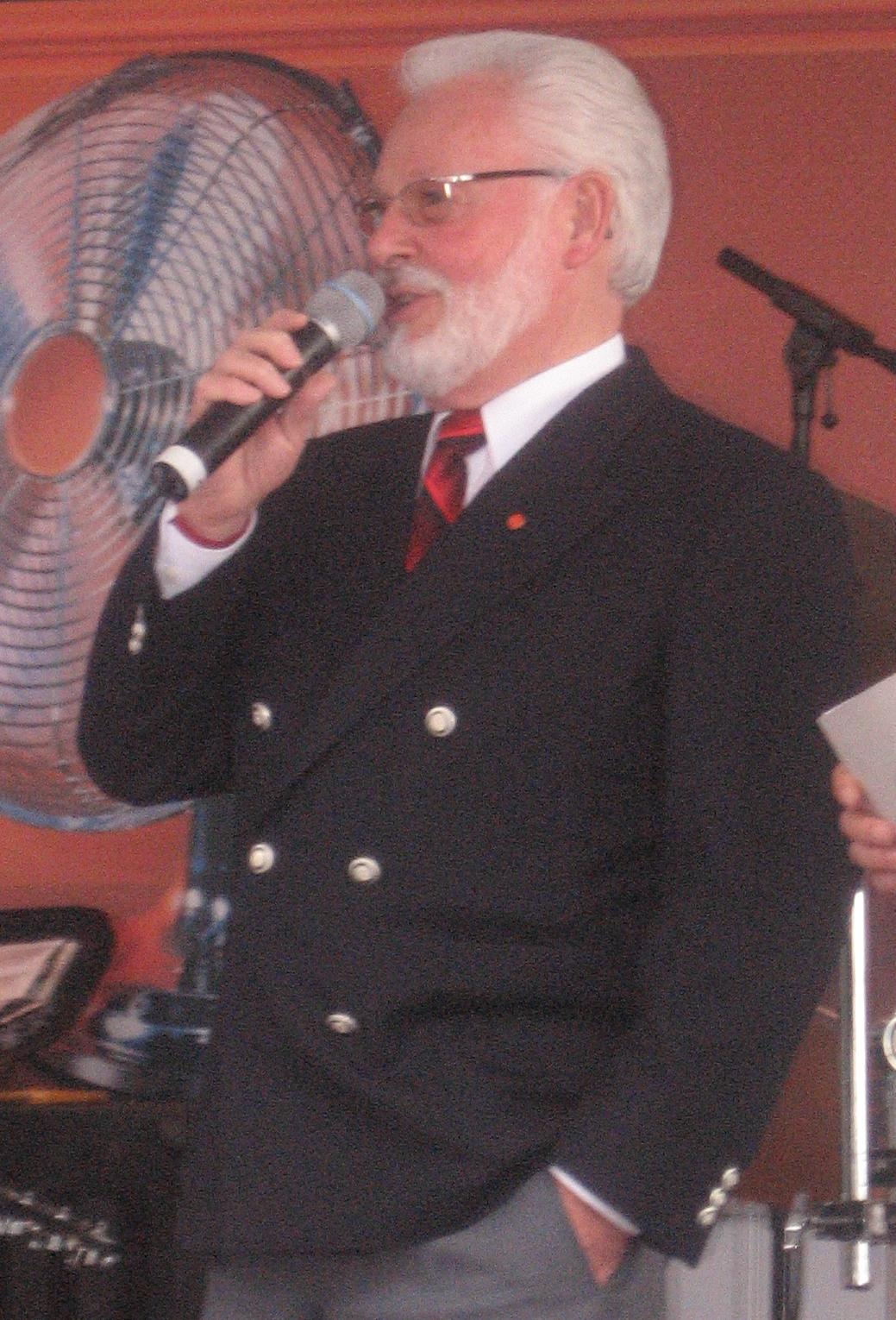
Michael A. Roth spricht zu Fans des 1. FC Nürnberg, 2012 oder früher
Bild: Club4ever

Michael Adolf Roth (* 13. August 1935 in Kitzingen) ist ein ehemaliger deutscher Unternehmer und ehemaliger Fußball-Funktionär. Er war von 1979 bis 1983 und von 1994 bis 2009 Präsident des 1. FC Nürnberg. Sein Unternehmen ARO Heimtextilien meldete 2013 und schlussendlich 2015 nochmals Insolvenz an und wurde abgewickelt.

## Werdegang
Roth wuchs in Bad Windsheim auf. Mit 15 begann er eine Handelslehre bei seinem Vater, einem Schrotthändler. 1956 gründete er das Heimtextilienunternehmen ARO Heimtextilien, die Firma ist ein Akronym seiner Initialen.
Roth war Amateurboxer und interessierte sich für Motorsport. Im Februar 1979 trat er dennoch zum ersten Mal das Präsidentenamt beim 1. FC Nürnberg an. Nach eigener Aussage interessierte es ihn, den Verein finanziell zu sanieren. Zuvor war er bereits seit November 1977 im Gesamtvorstand des Clubs tätig gewesen. Nach fast fünf Jahren Amtszeit trat er am 20. Dezember 1983 zurück. In seiner Amtszeit feuerte er acht Trainer.
Am 25. Oktober 1994 wurde Roth erneut zum Präsidenten des 1. FC Nürnberg gewählt.
Während der Amtszeit von Roth arbeiteten 15 Trainer, darunter Klaus Augenthaler, Felix Magath, Wolfgang Wolf, Hans Meyer und Thomas von Heesen. In diese Zeit fiel auch der DFB-Pokal-Sieg des 1. FC Nürnberg in der Saison 2006/2007.  
Am 8. Juni 2009 legte Roth sein Amt als Präsident des 1. FC Nürnberg nieder. Roth wollte sich mehr ins Privatleben zurückziehen und sich verstärkt auf die Arbeit in seinem Textil-Unternehmen konzentrieren. Am 13. Oktober 2009 wurde er auf der ordentlichen Mitgliederversammlung zum Ehrenpräsidenten ernannt.
Ende August 2015 meldete sein Textil-Unternehmen zum zweiten Mal Insolvenz an und wurde abgewickelt. Die Staatsanwaltschaft Nürnberg-Fürth ermittelte gegen Roth wegen Betrugs und Insolvenzverschleppung. Das Verfahren wurde eingestellt.
Michael A. Roth gilt als Vermögensmillionär und lebt mit seiner Frau und seinen Kindern auf einem Anwesen in Rückersdorf bei Nürnberg.

## Ehrungen
Roth wurde 2002 mit dem Bundesverdienstkreuz am Bande und 2006 mit dem Bayerischen Verdienstorden geehrt. Michael Adolf Roth ist Ehrenvorsitzender des 1. FC Nürnberg.